# Aldo Ricci
Aldo Ricci (Firenze, 26 agosto 1943) è un sociologo, scrittore e pubblicista italiano.

## Biografia

### Infanzia e formazione
Ricci è nato a Firenze il 26 agosto 1943 da Pier Nicola, funzionario di una multinazionale farmaceutica con sede a Verona, e da Diana Baylon, artista fiorentina. In seguito alla separazione dei suoi genitori viene educato dalla nonna paterna, con una educazione improntata su valori antifascisti e liberal. Si avvicina agli scritti di Sigmund Freud, Henry Miller, Jean Genet e soprattutto Louis-Ferdinand Céline, anche in risposta all'autoritarismo paterno. In terza media un basso voto in condotta gli comporta l'espulsione per un anno da tutte le scuole della repubblica italiana.
A 17 anni si trasferisce a Firenze, in casa della madre e del suo compagno Giuseppe Baylon. In seguito si iscrive alla facoltà di agraria dell'Università degli studi di Firenze. All'inizio del secondo anno accademico, alla fine del 1965, si trasferisce a Trento, dove si iscrive all'università presso il corso di laurea in sociologia e dove ha continuato a praticare il suo sport preferito, il paracadutismo.

### Movimento Studentesco Antiautoritario Trentino
Ricci è entrato a far parte del Movimento Studentesco ed è stato particolarmente attivo durante l'esperimento dell'"Università Critica": il suo contro-corso "Psicanalisi e società repressiva" ha attirato in facoltà Elvio Facchinelli, Franco Basaglia e Franco Fornari, e proprio quest'ultimo riconoscerà il contributo del contro-corso di Ricci all'ingresso della psicanalisi come materia d'insegnamento nell'Università italiana.
Ricci si è laureato nel 1970 con una tesi sulle "istituzioni totali", consistente in una ricerca sociologica e fotografica sulle carceri italiane. Successivamente, con la collaborazione dell'ex detenuto Giulio Salierno, ha pubblicato Il carcere in Italia, best seller Einaudi 1971, poi adottato come libro di testo in molti atenei italiani.

### Attività multimediale
Dopo una breve esperienza nel mondo del cinema, dove è stato anche assistente alla regia di Mauro Bolognini, la Fondazione Agnelli ha finanziato una sua ricerca sociologica e fotografica sull'"innovazione tecnotronica" negli Stati Uniti d'America . Ricci ha rassegnato le dimissioni a metà della ricerca, dopo aver previsto la frammentazione della videosfera, con il passaggio dal mono canale a centinaia di canali radio-televisivi, che negli anni seguenti avrebbe effettivamente trasformato il panorama radiotelevisivo italiano.
A Milano San Felice, con altri due ex studenti di sociologia, ha avviato lo studio di progettazione e produzione di processi audiovisivi Intermedia 43, con il quale ha realizzato la prima ricerca sociologica audiovisiva e il primo esperimento di televisione via cavo italiana, a Milano Due.
Nel 1976 Ricci ha partecipato all'"Operazione Arcevia", un progetto interdisciplinare e multimediale di riqualificazione della zona che ha coinvolto numerosi artisti di elevato livello in svariati settori (architettura, scultura, pittura, musica, regia), al quale ha contribuito con quattro progetti in multivision di arte ambientale. Il progetto è stato poi presentato alla Biennale di Venezia nel settembre dello stesso anno.

### Trasferimento in Brasile
Nel 1979, dopo aver rinunciato a una cattedra in sociologia, si trasferisce in Brasile, dove lavora come freelance collaborando a diverse pubblicazioni, tra le quali Panorama, Prima comunicazione, Frigidaire, Chorus, Quotidiani associati e Tic Rai - Radio Televisione Italiana. Tra i suoi impegni più significativi in terra brasiliana vi è la collaborazione al "Progetto Apoena - contro/spedizione per la decolonizzazione dell'Amazzonia".
Con Mauro Rostagno ha avviato il progetto "My Way", per la pubblicazione in edicola del pensiero di Bhagwan Shree Rajneesh.

Nel 1980 con le edizioni Gammalibri pubblica "Fuori dai denti", testo scritto nel 1968 a due mani da Renato Curcio e Mauro Rostagno quando erano studenti presso la facoltà di sociologia dell'università di Treno, con la prefazione di Giorgio Bocca e di cu i Ricci scrive una postfazione .
Ricci ha preso posizione contro la "sacralizzazione" del movimento del '68, riassunta nella pubblicazione di Contro il '68, che riprende e completa le sue riflessioni esposte nella precedente pubblicazione I Giovani non sono Piante.

### Morte di Rostagno e ritorno in Italia
Il 26 settembre 1988, mentre si trovava a Rio, Ricci ha ricevuto la notizia dell'omicidio dell'amico Mauro Rostagno. È dunque tornato a Trapani, e il titolare di RTC lo ha invitato a prendere il posto dell'amico assassinato. Ricci ha accettato l'incarico e ha svolto una propria inchiesta sul delitto, soggiornando a Saman, comunità di recupero per tossicodipendenti co-fondata da Rostagno. Nel 1988 ha completato Il Tonto, un romanzo-saggio sui retroscena del delitto Rostagno. A causa dei rifiuti opposti da numerose case editrici, il libro non è stato però pubblicato fino al 2001, distribuito con difficoltà e ritirato poco dopo a seguito del fallimento dell'editore. Il libro è stato poi revisionato, eliminando la parte saggistica e con l'aggiunta di una prefazione di Marco Travaglio, ed è stato presentato nel 2006 al Salone internazionale del libro di Torino con il titolo Brasile d'Inferno.
Nel 1993 ha pubblicato Maria Vittoria, un table book interdisciplinare e multimediale sull'attività artistica della couturière Maria Vittoria Maresca. Tra il 1996 e il 1997 ha tenuto un corso di linguaggi multimediali presso la facoltà di scienze politiche dell'Università degli Studi di Firenze e successivamente ha tenuto un corso di comunicazione presso la Summer School di Acetona.
In quanto collezionista e curatore dell'archivio Diana Baylon, Ricci ha pubblicato il catalogo Baylon - Diana Baylon artista per il design, per l'omonima mostra presso il Museo Internazionale delle Arti Applicate Oggi, in occasione del TorinoWorld Design Capital del 2008.

## Pubblicazioni
- Il Carcere in Italia, Einaudi, 1971.
- Voce Hippies, Almanacco Bompiani, 1971.
- Città e Regione, Sansoni, 1976.
- I Giovani non sono Piante - da Trento 1968 a Bologna 1977, SugarCO, 1978.
- Contro il '68, Gammalibri, 1982.
- Interdisciplinarietà e multimedialità, in Dizionario di Sociologia, Gremese editore, 1990.
- Maria Vittoria, Parigi, Massimo Riposati, 1993.
- Il Tonto, Germano, 2001.
- Brasile d'Inferno, Robin, 2006.
- Baylon - Diana Baylon artista per il design, Milano, Silvana Editoriale, 2008.
- I Quaderni de L'Ora, 2011
- Festa, Intervista a Gaetano Festa, Nero edizioni, 2013.
- Il dispiacere in Lucrezia De Domizio Durini, Ante Mortem for Ever, edizioni Il Luogo della Natura, Bolognano (Pe), 2015
- Il rogo della memoria, presso Il Bosco dei Poeti, Dolcè (VR), 15 maggio 2016